# Psilotum complanatum
Psilotum complanatum is een zeldzame varen uit de familie Psilotaceae die voorkomt in tropische gebieden in verschillende werelddelen.
Het is een zeer primitieve varen zonder echte wortels. Er zijn echter aanwijzingen dat de varen afstamt van voorouders met wortels, en dat die dus in de loop van de evolutie terug zijn verloren gegaan.

## Naamgeving enetymologie
- Engels: Flatfork fern

De botanische naam Psilotum is afgeleid van het Oudgriekse ψιλός, psilos (naakt), naar de afwezigheid van allerlei organen die bij andere varens wel voorkomen. De soortaanduiding complanatum is afkomstig van het Latijn en betekent 'afgeplat', naar de afgeplatte stengels.

## Kenmerken
De diploïde sporendragende plant of sporofyt van Psilotum complanatum is een kleine tot middelgrote epifytische plant, met tot 75 cm lange, afhangende en herhaald dichotoom (gevorkt, Y-vormig) vertakte stengels, in doorsnede breed afgeplat driehoekig.
Psilotum complanatum heeft geen wortels maar een rizoom: een ondergrondse stengel, voorzien van bruine rizoïden. De rizoïden nemen water en voedselstoffen op met behulp van een mycorrhiza, een symbiose van wortels en schimmels.
De plant bezit ook geen echte bladeren, maar enaties, kleine, tot 2,5 mm lange schubachtige, nerf-loze structuren, die in twee rijen langs de stengel zijn ingeplant.
De sporendoosjes of sporangia zijn in groepjes van drie op kleine, tweelobbige sporofyllen geplaatst. De sporen zijn micoscopisch klein en boonvormig, en worden verspreid door de wind.
De haploïde gametofyt is evenals de sporofyt mycoheterotroof.

## Habitaten verspreiding
Psilotum complanatum is een epifytische plant die vooral groeit op bemoste boomstammen of op andere epifyten in vochtige, tropische groenblijvende bossen van India, Maleisië, zuidelijk Zuid-Australië, de Fiji-eilanden, Mexico en Zuid-Amerika.
Geslacht: Psilotum

Soorten: P. complanatum · P. nudum · P. ×intermedium

Geslacht: Tmesipteris

Soorten: T. elongata · T. lanceolata · T. norfolkensis · T. obliqua · T. oblongifolia · T. ovata · T. parva · T. sigmatifolia · T. solomonensis · T. tannensis · T. truncata · T. vanuatensis · T. vieillardii